# Angelos Akotantos

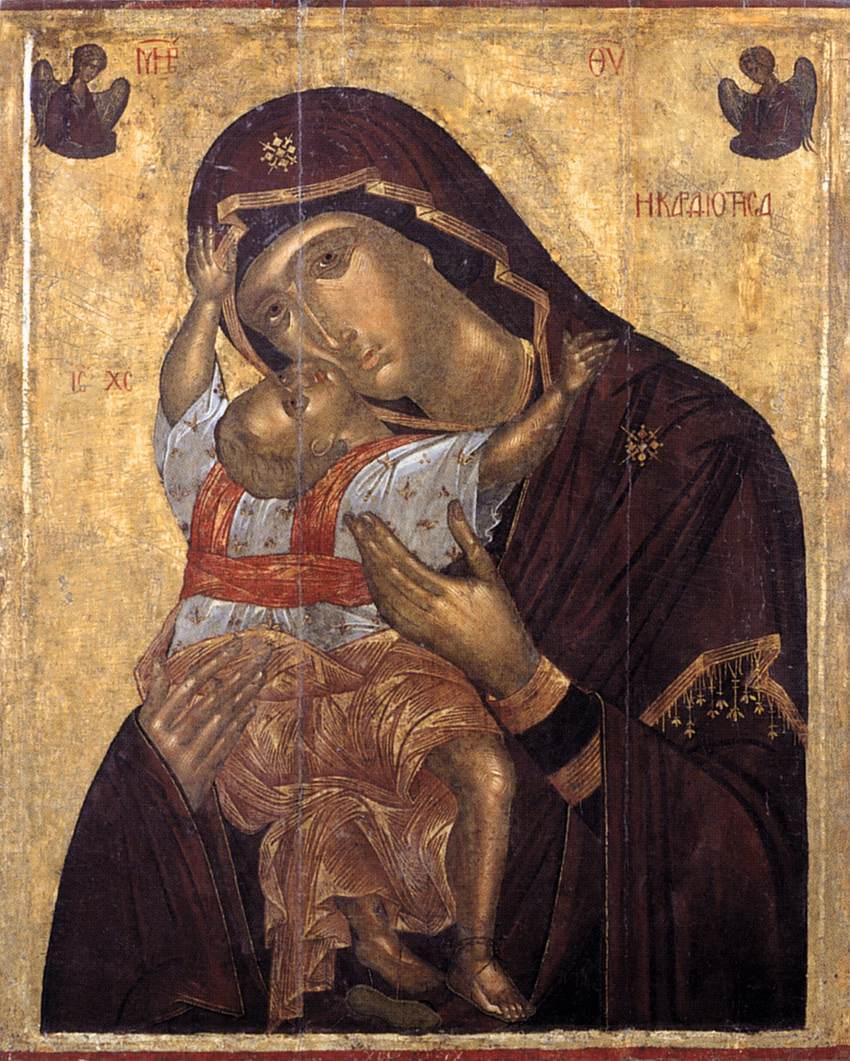
Cardiotissa o Kardiotissa; una de las tipologías de representación de la Virgen con el Niño en los iconos bizantinos. Alguna fuente la considera una innovación de Akotantos; mientras que otras señalan la existencia de un modelo anterior, del siglo XIII, "una rara variante" de la Glycophilusa que se conservaría en el monasterio cretense de la Panhagia Kardiotissa hasta que fue robada en 1420 y llegó a Roma en 1498, de la que esta obra de Angelos sería "un fino ejemplo".

Angelos Akotantos (en grafía griega Άγγελος Ακοτάντος) fue hagiógrafo y pintor bizantino del siglo XV, activo en Heraklion (Creta), por entonces perteneciente a la Serenísima República de Venecia. Fue el primero en firmar sus iconos con su nombre ("Χειρ Αγγέλου" -"por la mano de Angelos"-). Se le considera el más importante de los pintores bizantinos de su época, cuando Constantinopla, el centro político del decadente Imperio, asediada por los turcos (cayó en 1453), cedió su posición como centro artístico.
La mayor parte de los datos que se conocen sobre él provienen de su testamento, redactado en 1436, conservado en los Archivos Estatales de Venecia.
Entre sus obras se encuentra un icono de San Fanaurios matando un dragón, una tradición local propia de la Creta del siglo XV.